# 樗蒲
樗蒲（ちょぼ）は、中国古代のダイスゲーム・賭博で、後漢の頃から唐代まで遊ばれた。サイコロのかわりに平たい板を5枚投げて、その裏表によってすごろくのように駒を進めるゲームであったらしい。
漢字表記は一定せず、「摴蒱」などとも書かれる。後世には賭博の雅称としても使われた。
本項では、内容・名称が類似した朝鮮半島のユンノリ、古代日本で流行した樗蒲（かりうち、加利宇知）等についても解説する。

## 歴史
樗蒲の由来は不明である。中国で古くから行なわれているダイスゲームに六博があるが、関係があるかどうかわからない。
『芸文類聚』巻74に引く馬融「樗蒲賦」では老子が西域に行ったときに暇潰しに樗蒲を遊んだとしている。『太平御覧』巻754に引く西晋の張華『博物志』では、老子が西域に行って発明したとする。これらの伝説は樗蒲が外国起源であることを示すのかもしれない。
晋の時代には大変流行したようで、『晋書』劉毅伝には劉毅と劉裕が樗蒲を行ったときの様子が詳しく記されている。同じく『晋書』后妃伝には、胡貴嬪が司馬炎と樗蒲を遊んで熱中し、司馬炎の指を傷めたという記事が見える。
樗蒲は賭博として、しばしば禁止された。
唐代には既に時代遅れのゲームになっており、宋代に滅んだ。李清照『「打馬図序』（1134年）に「近漸廃絶」といい、南宋の程大昌『演繁露』にも「久廃不行」と記す。
それ以降も「樗蒲」という語は使われ続けたが、別のゲームを指していた。『五雑組』では除紅という3個のサイコロを使ったゲームを指すとしている。

## ルール

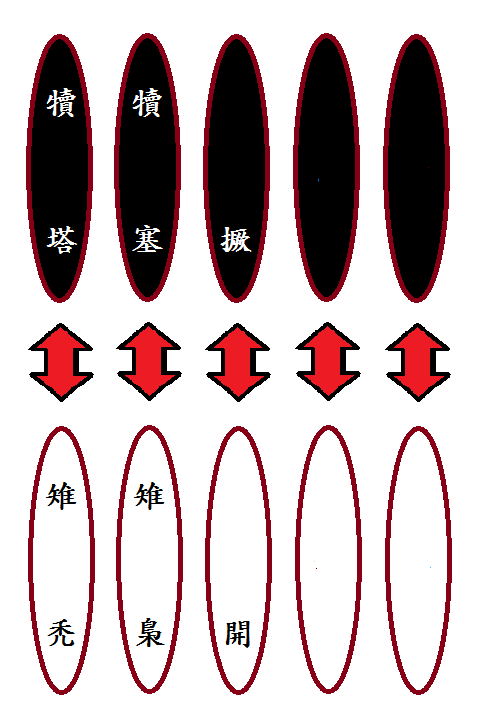
五木

唐の李翺『五木経』および李肇『唐国史補』巻下によると、樗蒲ではサイコロのかわりに5枚の板（五木）を投げた。板は片面が黒く、もう片方が白く塗られていた。5枚のうち2枚には白い側に雉が描かれており、その2枚の裏側（黒い側）には牛（犢）が描かれていた。目の出方には下の10通りがある。
| 五木の目          | 名称       | 進む数 |
| ----------------- | ---------- | ------ |
| 牛牛黒黒黒        | 盧         | 16     |
| 雉雉黒黒黒        | 雉         | 14     |
| 牛牛白白白        | 犢         | 10     |
| 雉雉白白白        | 白         | 8      |
| 牛雉黒黒黒        | 塞         | 11     |
| 牛雉白白白        | 開         | 12     |
| 雉雉白白黒        | 塔         | 5      |
| 牛牛黒黒白        | 禿         | 4      |
| 牛2枚以外の黒2白3 | 撅（けつ） | 3      |
| 雉2枚以外の白2黒3 | 𣘖（けん） | 2      |

盧・雉・犢・白の4種類を王采（貴采）と呼び、それ以外を𤱂采（雑采）と呼ぶ。王采が出たらもう一度振ることができる。敵の駒を取った場合ももう一度振ることができる。
『五木経』によると、駒（「馬」）は全部で20枚で、最大5人まで遊べるように5色に分けられていた（したがってひとり4枚。『唐国史補』では6枚）。
盤はすごろくのように升目（「矢」と呼ぶ）があった。『五木経』によると升目の数は120で（『唐国史補』では360）、（40マスずつ）3段に分かれており、その間に2つの「関」があった。また「坑」もあり、王采を出すと、関から出たり、坑を飛びこえたりすることができた。

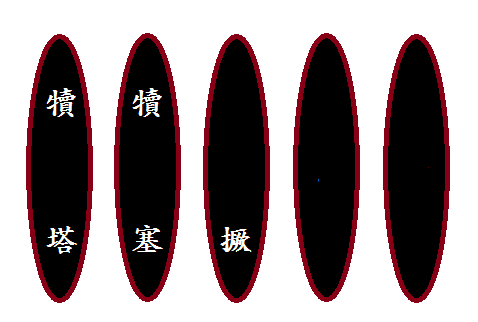
盧
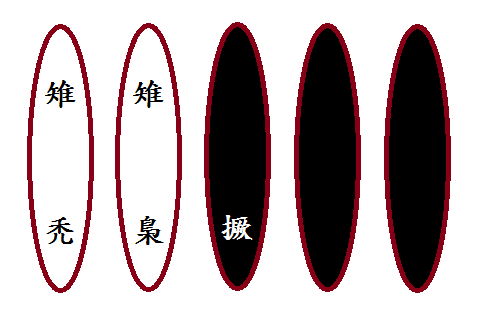
雉
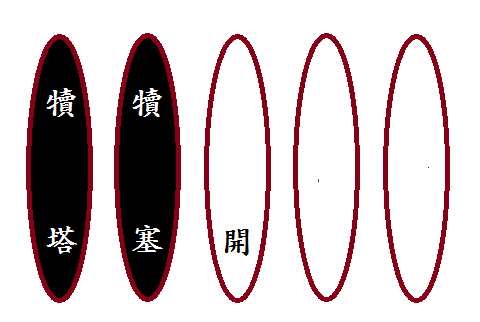
犢
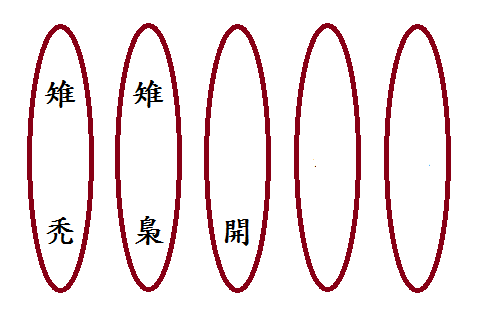
白

## 伝播
『隋書』には、百済や倭（日本）で樗蒲が遊ばれていたとしている。現代の韓国のユンノリは4枚の板を投げるところが樗蒲に似ている。ユンノリのルールがインドのパチシに似ていることは古くから指摘されており、あるいはパチシ、樗蒲、ユンノリは全て同じ起源を持つのかもしれない。

### 日本の「かりうち」
平安時代中期の辞書『和名類聚抄』には「かりうち」という和名がつけられている。また、樗蒲で投げる板のことを「かり」と呼んでいる。詳細なルールの記録は現存していないが、平安時代初期に編纂された『令義解』（律令の解説書）には、かりうち、すごろくは賭博として禁じる旨が記されている。
『万葉集』の「切木四」「折木四」を書いて「かり」と読ませ、棒の組み合わせを示すとみられる言葉遊びの記述がある。『万葉集』の特殊な仮名（戯書）から知られるところによると、この「かりうち」はユンノリと同様に4枚の板を投げるものであった。辞書類にはその後も見えるものの、実際に行われたかどうかは定かでない。江戸時代にはこの語は他の賭博類に流用され、『和漢三才図会』では天正かるたの類を指すとしている。またサイコロ賭博の一種にチョボイチと呼ばれるものがあり、単にチョボ（樗蒲）とも呼ばれた。
平城京二条大路跡（奈良市）から出土した土師器坏の内面の記号がユンノリのものに似ており、樗蒲の盤ではないかという説が奈良文化財研究所により2015年に発表された。これは、円周上と、中心から円を六等分するように放射状に穴が並んでおり、類似の痕跡は秋田県や三重県、新潟県などからの出土品にも残っている。奈良文化財研究所は、かりうちの盤面がこれだと考えて、ユンノリを参考にしてルールや道具を推定復元し、2021年11月に平城宮跡歴史公園で大会を開いた。
まわり将棋は、将棋の駒を使うことを除けば樗蒲やユンノリに多少似た所がある。増川宏一は、パチシをもとにしたルドとまわり将棋の類似を指摘している。